# میندانائو

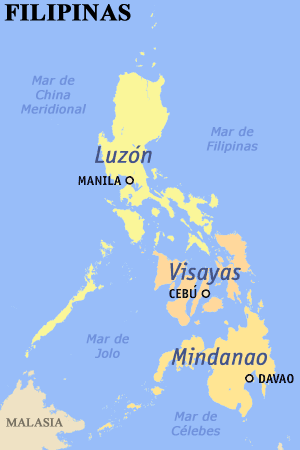
میندانائو یکی از سه گروه-جزیره اصلی فیلیپین است.

میندانائو (انگلیسی: Mindanao) دومین جزیره بزرگ کشور فیلیپین است. میندانائو همچنین یکی از سه مجمع الجزایر اصلی این کشور است. دو گروه دیگر بزرگ از جزایر فیلیپین عبارتند از جزایر لوزون و جزایر ویسایا.
میندانائو در جنوب شرقی فیلیپین قرار گرفته و شامل ۲۵ استان است.
جمعیت آن در سال ۲۰۰۷ میلادی بیست و یک میلیون و پانصد هزار نفر گزارش شده‌است. این جزیره هشتمین جزیره پرجمعیت جهان به حساب می‌آید.
شهر داوائو سیتی بزرگترین مرکز جمعیتی آن است. بخش‌هایی از میندانائو عمدتاً مسلمان‌نشین هستند و نیمه مختار به حساب می‌آیند. برخی گروه‌های جدایی طلب این مناطق به صورت مسلحانه با نیروهای دولت مرکزی فیلیپین برای خودمختار شدن در نبرد هستند.
سازمان بازنشستگی فیلیپین برنامه‌هایی را برای جذب سالمندان بازنشسته کشورهای عربی و مسلمان به این منطقه تدارک دیده‌است تا به این وسیله باعث رونق اقتصادی بیشتر منطقه شود.